# Мінімум Шперера
Мінімум Шперера — 90-річний період низької  сонячної активності, який тривав приблизно з 1460 по 1550 роки, який був визначений і названий на честь німецького астронома  Г. Шперера американським дослідником  Д.Едді у статті 1976 року в журналі  Science.
Низька чисельність  сонячних плям в зазначений період була встановлена шляхом  радіовуглецевих досліджень річних деревних кілець, вміст вуглецю в яких добре корелює з сонячною активністю.

Сонячна активність за останню тисячу років, виміряна радіовуглецевим методом.

| Подія                   | Початок | Кінець |
| ----------------------- | ------- | ------ |
| Мінімум Оорта           | 1010    | 1050   |
| Мінімум Оорта           | 1040    | 1080   |
| Середньовічний максимум | 1100    | 1250   |
| Мінімум Вольфа          | 1280    | 1350   |
| Мінімум Шперера         | 1460    | 1550   |
| Мінімум Маундера        | 1645    | 1715   |
| Мінімум Дальтона        | 1790    | 1830   |
| Сучасний максимум       | 1950    | 2009   |